# 비도네 도로
비도네 도로(이탈리아어: Bidone d'oro, 이탈리어어로 "황금 쓰레기통"이라는 뜻)는 이탈리아 세리에 A에서 한 해 동안에 가장 실망적인 플레이를 한 축구 선수에게 주어지던 축구상이다. 이 상은 2003년에 제정되었고 라이 라디오 2의 청취자들을 대상으로 한 투표를 통해 선정된다. 첫 수상자는 AC 밀란 소속으로 뛰고 있던 히바우두이다. 2012년 AC 밀란 소속으로 뛰고 있던 알레샨드리 파투에게 수여한 것을 끝으로 폐지되었다.